# サイクリンD1
サイクリンD1（英: cyclin D1）は、ヒトではCCND1遺伝子にコードされるタンパク質である。

## 遺伝子発現
CCND1遺伝子はサイクリンD1タンパク質をコードする。ヒトのCCND1遺伝子は11番染色体の長腕（バンド11q13）に位置する。長さは13,388塩基対であり、295アミノ酸からなるタンパク質へと翻訳される。ヒトの成体では、サイクリンD1は骨髄幹細胞に由来する細胞（リンパ球や骨髄など）を除く全ての組織で発現している。

## タンパク質構造
サイクリンD1は次に挙げるドメインやモチーフが含まれる。
- Rbタンパク質（pRb）結合モチーフ
- サイクリン依存性キナーゼ（CDK）とCDK阻害因子が結合するサイクリンボックスドメイン
- コアクチベーターをリクルートするLxxLL結合モチーフ
- タンパク質分解のための標識が付加されるPEST配列
- 核外輸送とタンパク質安定性を制御するスレオニン残基（Thr286）

## 機能
CCND1遺伝子にコードされるサイクリンD1タンパク質は、サイクリンファミリーと呼ばれる高度に保存されたタンパク質ファミリーに属する。このファミリーのメンバーは、細胞周期を通じてタンパク質の存在量に劇的かつ周期的な変化が生じることで特徴づけられる。サイクリンはサイクリン依存性キナーゼ（CDK）の調節因子として機能する。さまざまなサイクリンはそれぞれ異なる発現と分解のパターンを示し、有糸分裂の各イベントの時間的調整に寄与する。サイクリンD1はCDK4またはCDK6と複合体を形成し、これらの調節サブユニットとして機能する。CDK4やCDK6の活性は、G1期からS期への移行に必要である。サイクリンD1はがん抑制タンパク質Rbと相互作用することが示されており、サイクリンD1の発現はRbによる正の調節を受ける。CCND1遺伝子の変異、増幅、過剰発現は細胞周期の進行に影響を与え、さまざまな腫瘍で高頻度で観察されるため、腫瘍形成に寄与している可能性がある。

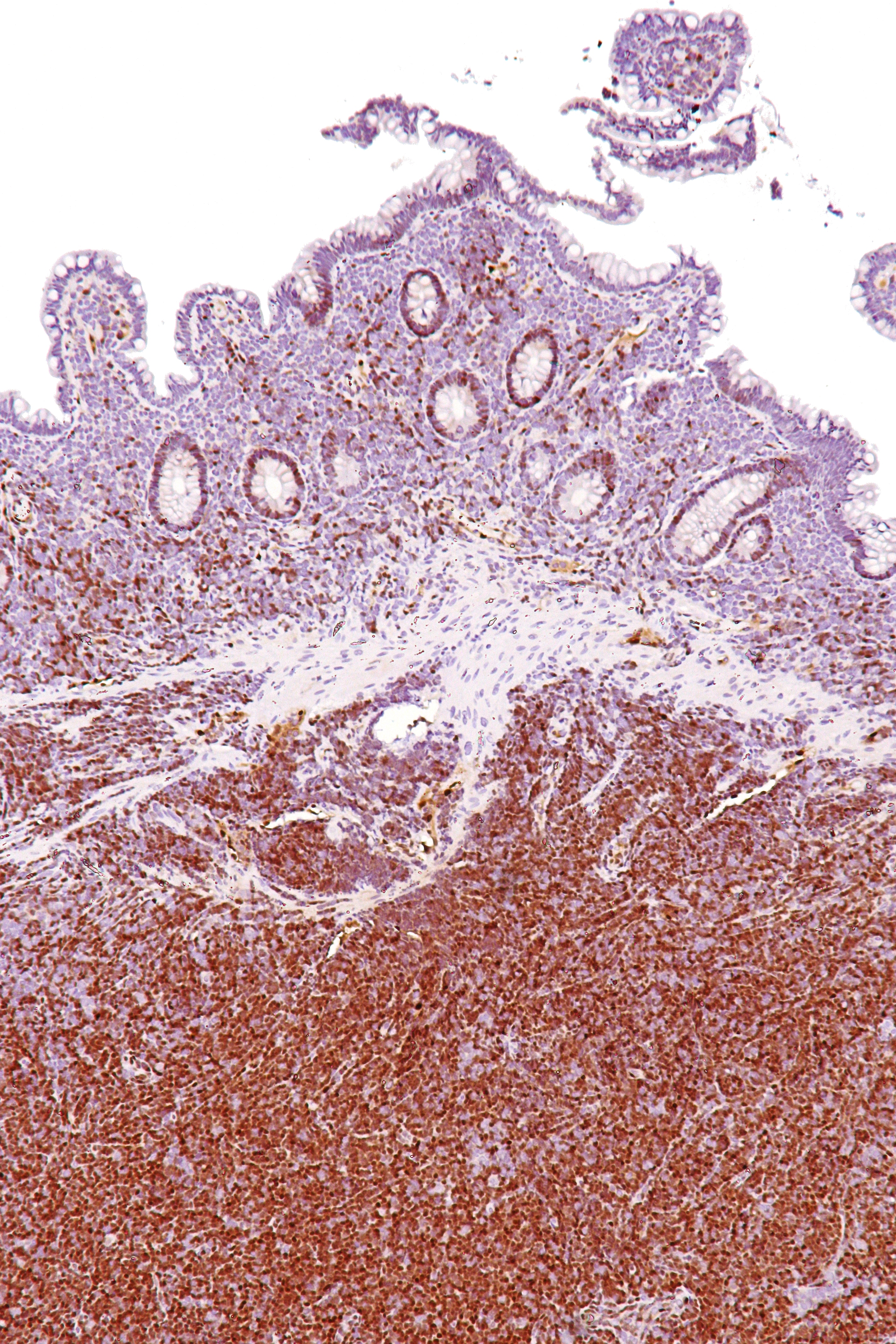
サイクリンD1に対して染色を行ったマントル細胞リンパ腫の顕微鏡画像

抗サイクリンD1抗体による免疫染色はマントル細胞リンパ腫の診断に利用される。
サイクリンD1は乳癌で過剰発現していることが判明しており、バイオマーカーとしての利用の可能性が提案されている。

### 正常な機能
サイクリンD1は副甲状腺腺腫で切断再構成が生じている遺伝子としてクローニングされ、細胞遊走、血管新生、ワールブルク効果を誘導することが示された。サイクリンD1は、細胞周期のG1期の進行に必要なタンパク質である。サイクリンD1はG1期に迅速に合成されて核内に蓄積し、細胞がS期へ移行すると分解される。サイクリンD1はサイクリン依存性キナーゼCDK4とCDK6の調節サブユニットである。サイクリンD1はCDK4/6と二量体を形成し、G1/S期の移行を調節する。

### CDK依存的な機能
サイクリンD1-CDK4複合体は、pRbを阻害することでG1期の進行を促進する。サイクリンD1-CDK4はpRBをリン酸化によって阻害し、S期への移行に必要な遺伝子のE2F転写因子による転写を可能にする。pRbの不活性化は細胞周期のG1/S期の移行とDNA合成を可能にする。また、サイクリンD1-CDK4は、Cip/KipファミリーのCDK阻害因子p21とp27を隔離することでサイクリンE-CDK2複合体を活性化することでも、S期への移行を可能にする。
サイクリンD1-CDK4はいくつかの転写因子や転写コレギュレーターとも結合する。

### CDK非依存的な機能
サイクリンD1はCDKとは無関係に核内受容体（エストロゲン受容体α、甲状腺ホルモン受容体、PPARγ、アンドロゲン受容体など）と結合して細胞の増殖、成長、分化を調節する。また、サイクリンD1はG1期の序盤から中盤にかけてヒストンアセチルトランスフェラーゼやヒストンデアセチラーゼにも結合し、細胞の増殖と分化に関係する遺伝子を調節する。

## 合成と分解
G1期におけるサイクリンD1レベルの上昇は、分裂促進性成長因子によって主にRasを介した経路で、またホルモンによっても誘導される。Rasを介した経路はサイクリンD1の転写を増加させ、タンパク質分解と核外搬出を抑制する。サイクリンD1は、G1期の終わりにCRL4-Ambra1 E3ユビキチンリガーゼを介して分解される。サイクリンD1のスレオニン残基T286がリン酸化されるとCRL4-Ambra1の基質受容サブユニットであるAmbra1が結合し、サイクリンD1のユビキチン化が促進されてプロテアソームによる分解が行われる。

## 臨床的意義

### がんにおける調節異常
サイクリンD1の過剰発現はがんの早期発症や腫瘍の進行と相関することが示されており、足場非依存性増殖やVEGF産生を介した血管新生を増加させることで発がんをもたらす。また、サイクリンD1の過剰発現はFasの発現をダウンレギュレーションし、化学療法抵抗性の増大とアポトーシスからの保護をもたらす。
サイクリンD1レベルの上昇は、さまざまなタイプの調節異常によって引き起こされる。
- CCND1遺伝子の増幅/サイクリンD1の過剰発現
- CCND1遺伝子の染色体転座
- CRL4-Ambra1によって認識される分解モチーフの変異
- サイクリンD1の核外輸送やタンパク質分解の異常[35][36]
- 発がん性因子Ras、Src、ErbB2、STATによる転写誘導[37][38][39][40]

サイクリンD1の過剰発現は、がん患者の生存期間の短さや転移の増加と相関している。CCND1遺伝子の増幅は次のような頻度でみられる。
- 非小細胞性肺癌（英語版）（30–46%） [43][44]
- 頭頸部扁平上皮癌（30–50%） [45][46][47]
- 膵癌（25%）[48]
- 膀胱癌（15%） [49]
- 下垂体腺腫（49–54%） [50][51]
- 乳癌（13%）[52][53][54]

サイクリンD1の過剰発現はER陽性乳癌と強く相関しており、サイクリンD1の調節異常は乳癌のホルモン療法抵抗性と関係している。サイクリンD1bアイソフォームの過剰発現は乳癌と前立腺癌でみられる。
サイクリンD1の遺伝子座周辺での染色体転座は、マントル細胞リンパ腫で高頻度でみられる。マントル細胞リンパ腫では、サイクリンD1の遺伝子はIgHプロモーターの制御下に転座し、サイクリンD1の過剰発現がもたらされる。サイクリンD1の遺伝子座の転座は、多発性骨髄腫の15–20%でも観察される。

### がんの治療標的
サイクリンD1とその調節機構は、抗がん剤の治療標的としての可能性がある。
| 標的                         | 阻害の方法 |
| ---------------------------- | --- |
| サイクリンD1の阻害           | mTOR阻害剤によるサイクリンD1のmRNAの翻訳の阻害、RXRのアゴニスト |
| サイクリンD1の分解の誘導     | レチノイドを介したユビキチン経路によるサイクリンD1の分解、DIF-1（Differentiation-inducing factor-1）によるユビキチン依存的分解、サイクリンD1タンパク質の合成の阻害 |
| サイクリンD1の核外搬出の誘導 | ヒストンデアセチラーゼ阻害剤によるサイクリンD1核外搬出の誘導 |
| サイクリンD1-CDK4/6の阻害    | 低分子CDK阻害剤 |

## 相互作用
サイクリンD1は次に挙げる因子と相互作用することが示されている。
- ヒストンデアセチラーゼ[27]
- NR3C4[24][70][71]
- BRCA1[72][73]
- CCNDBP1（英語版）[74]
- CDK4[75][76][77][78][79][80]
- CDK6[75][77]
- ESR1[72][73][81][21]
- HDAC3（英語版）[70][82]
- NEUROD1（英語版）[83]
- NCOA1[84]
- NRF1（英語版）[85]
- p300（英語版）[86]
- PACSIN2（英語版）[87]
- PCNA[88][89]
- PPARG[90]
- RAD51[91]
- RB1[92][93]
- TAF1（英語版）[92][94]
- NR1A2（英語版）[82]

## 関連文献
- “[Prognostic importance of altered expression of cell cycle regulators in lung cancer]”. Nihon Rinsho. Japanese Journal of Clinical Medicine 60 Suppl 5:  267–71. (May 2002). PMID 12101670.
- “Cyclin D1 in human neuroendocrine: tumorigenesis”. Annals of the New York Academy of Sciences 1014 (1):  209–17. (April 2004). Bibcode: 2004NYASA1014..209C. doi:10.1196/annals.1294.022. PMID 15153436.
- “Prevention of head and neck cancer: current status and future prospects”. Current Problems in Cancer 28 (5):  265–86. (2004). doi:10.1016/j.currproblcancer.2004.05.003. PMID 15375804.
- “Location, location, location: the role of cyclin D1 nuclear localization in cancer”. Journal of Cellular Biochemistry 96 (5):  906–13. (December 2005). doi:10.1002/jcb.20613. PMID 16163738.
- “Integrin-dependent signal transduction regulating cyclin D1 expression and G1 phase cell cycle progression”. Cancer Metastasis Reviews 24 (3):  383–93. (September 2005). doi:10.1007/s10555-005-5130-7. PMID 16258726.
- “Cyclin D1 in non-small cell lung cancer: a key driver of malignant transformation”. Lung Cancer 55 (1):  1–14. (January 2007). doi:10.1016/j.lungcan.2006.09.024. PMID 17070615.
- “Cyclin D1 functions in cell migration”. Cell Cycle 5 (21):  2440–2. (November 2006). doi:10.4161/cc.5.21.3428. PMID 17106256.
- “Zinc finger transcription factor INSM1 interrupts cyclin D1 and CDK4 binding and induces cell cycle arrest”. The Journal of Biological Chemistry 284 (9):  5574–81. (February 2009). doi:10.1074/jbc.M808843200. PMC 2645817. PMID 19124461.
- “Genomic organization, chromosomal localization, and independent expression of human cyclin D genes”. Genomics 13 (3):  565–74. (July 1992). doi:10.1016/0888-7543(92)90126-D. PMID 1386335.
- “Identification and cloning of two overexpressed genes, U21B31/PRAD1 and EMS1, within the amplified chromosome 11q13 region in human carcinomas”. Oncogene 7 (2):  355–61. (February 1992). PMID 1532244.
- “Gene rearrangement and overexpression of PRAD1 in lymphoid malignancy with t(11;14)(q13;q32) translocation”. Oncogene 7 (7):  1401–6. (July 1992). PMID 1535701.
- “PRAD1, a candidate BCL1 oncogene: mapping and expression in centrocytic lymphoma”. Proceedings of the National Academy of Sciences of the United States of America 88 (21):  9638–42. (November 1991). Bibcode: 1991PNAS...88.9638R. doi:10.1073/pnas.88.21.9638. PMC 52773. PMID 1682919.
- “Human D-type cyclin”. Cell 65 (4):  691–9. (May 1991). doi:10.1016/0092-8674(91)90100-D. PMID 1827756.
- “Characterization of a candidate bcl-1 gene”. Molecular and Cellular Biology 11 (10):  4846–53. (October 1991). doi:10.1128/MCB.11.10.4846. PMC 361453. PMID 1833629.
- “Molecular cloning of the chromosomal breakpoint of B-cell lymphomas and leukemias with the t(11;14) chromosome translocation”. Science 224 (4656):  1403–6. (June 1984). Bibcode: 1984Sci...224.1403T. doi:10.1126/science.6610211. PMID 6610211.
- “Evidence for different modes of action of cyclin-dependent kinase inhibitors: p15 and p16 bind to kinases, p21 and p27 bind to cyclins”. Oncogene 11 (8):  1581–8. (October 1995). PMID 7478582.
- “Identification of human cyclin-dependent kinase 8, a putative protein kinase partner for cyclin C”. Proceedings of the National Academy of Sciences of the United States of America 92 (19):  8871–5. (September 1995). Bibcode: 1995PNAS...92.8871T. doi:10.1073/pnas.92.19.8871. PMC 41069. PMID 7568034.
- “Cloning of the gene encoding Trop-2, a cell-surface glycoprotein expressed by human carcinomas”. International Journal of Cancer 62 (5):  610–8. (September 1995). doi:10.1002/ijc.2910620520. PMID 7665234.
- “PRAD1/cyclin D1 proto-oncogene: genomic organization, 5' DNA sequence, and sequence of a tumor-specific rearrangement breakpoint”. Genes, Chromosomes & Cancer 7 (2):  89–95. (June 1993). doi:10.1002/gcc.2870070205. PMID 7687458.